# Especiació simpàtrica

Comparació d'especiació al·lopàtrica, peripàtrica, parapàtrica i simpàtrica.

En biologia evolutiva i biogeografia, simpàtric i simpatria són termes que es refereixen als organismes les categories de les quals se superposen o fins i tot són idèntics, de manera que es presenten junts, almenys en alguns llocs. Si aquests organismes estan estretament relacionats (per exemple, espècies germanes), aquesta distribució pot ser el resultat de l'especiació simpàtrica.
La simpatria és un dels quatre models teòrics per al fenomen de l'especiació. En contrast amb l'al·lopatria, les poblacions sotmeses a l'especiació simpàtrica no estan aïllades geogràficament, per exemple, per una muntanya o un riu.
En organismes eucariotes multicel·lulars, es creu que l'especiació simpàtrica és un procés poc freqüent, però possible perquè la divergència genètica (a través de l'aïllament reproductiu) de les diverses poblacions d'espècies monoparentals i que habiten la mateixa regió geogràfica condueix a la creació de noves espècies.
En els bacteris, però, el procés anàleg (definit com "l'origen de noves espècies de bacteris que ocupen nínxols ecològics determinats") és més comú i es produeix a través de la transferència horitzontal de gens.

## Proves
Com a mínim un estudi recent evidencia que l'especiació simpàtrica ha tingut lloc en Gyrinophilus palleucus, però es creu que és un fenomen molt puntual en la natura.
S'han proposat diferents models per explicar aquesta manera d'especiació. El més popular, que remet al model de selecció pertorbadora, va ser presentat per primer cop per en John Maynard Smith l'any 1962. Maynard Smith suggeria que els individus homozigòtics poden tenir, sota condicions ambiental particulars, una major aptitud que aquells amb al·lels heterozigots per un caràcter determinat. Sota el mecanisme de la selecció natural, per tant, l'homozigosi seria afavorida per sobre de l'heterozigosi, i derivaria finalment en especiació. La divergència simpàtrica podria també ser resultat del conflicte sexual.
La pertorbació pot donar-se també en caràcters regits per múltiples gens.